# Casa de Habsburgo
A Casa de Habsburgo (em alemão: Haus Habsburg; em húngaro: Habsburg-család) também conhecida por Casa da Áustria ou Casa d'Áustria (em alemão: Haus Österreich), é uma família nobre europeia que foi uma das mais importantes e influentes da história da Europa do século XIII ao século XX.
Foi a dinastia soberana de vários estados e territórios. Entre os seus principais domínios estavam o Sacro Império Romano-Germânico (962–1806), onde imperou, salvo interregnos, de 1273 até ser suplantada pela Casa de Habsburgo-Lorena em 1740, e a Áustria (1278–1918). Os Habsburgos foram também soberanos da Espanha (1516–1700), dos Países Baixos (em sua totalidade — entre os séculos XV e XVI — e posteriormente — fins do século XVI até fins do século XVIII — apenas de sua porção sul, a atual Bélgica), de Borgonha (entre os séculos XV e XVII), dos reinos de Nápoles, da Sicília e da Sardenha (entre os séculos XVI e XVIII), da Boêmia, da Hungria e da Croácia (1526–1740), do Ducado de Milão (1535–1740) e de Portugal (1580–1640).
A família Habsburgo teve muitas linhas secundárias, casamentos com outras dinastias, e a inclusão de títulos em diferentes regiões da Europa. Entretanto, aqui estão algumas informações importantes para dar uma noção da complexidade e do tamanho da família.
Fundadores e Primeiros Habsburgos (Século X ao XV)
1.	Gontrão, o Rico (ca. 930–985) - Fundador da dinastia.
2.	Werner I (1025–1096) - Primeiro a usar o título de Conde de Habsburgo.
3.	Rodolfo I da Germânia (1218–1291) - Primeiro Habsburgo a ser eleito Rei dos Romanos.
4.	Alberto I da Germânia (1255–1308) - Filho de Rodolfo I, também Rei dos Romanos.
Habsburgos como Sacro Imperadores Romanos
5.	Frederico III do Sacro Império Romano-Germânico (1415–1493)
6.	Maximiliano I do Sacro Império Romano-Germânico (1459–1519)
7.	Carlos V do Sacro Império Romano-Germânico (1500–1558) - Governou vastos territórios na Europa e nas Américas.
8.	Ferdinando I do Sacro Império Romano-Germânico (1503–1564) - Irmão de Carlos V, primeiro Imperador da linha austríaca dos Habsburgos.
9.	Maximiliano II do Sacro Império Romano-Germânico (1527–1576) - Filho de Ferdinando I.
10.	Rodolfo II do Sacro Império Romano-Germânico (1552–1612) - Governou durante a Reforma Protestante.
11.	Matias do Sacro Império Romano-Germânico (1557–1619)
12.	Fernando II do Sacro Império Romano-Germânico (1578–1637)
13.	Fernando III do Sacro Império Romano-Germânico (1608–1657)
14.	Leopoldo I do Sacro Império Romano-Germânico (1640–1705)
15.	José I do Sacro Império Romano-Germânico (1678–1711)
16.	Carlos VI do Sacro Império Romano-Germânico (1685–1740)
Habsburgos da Espanha
17.	Filipe I de Castela (Filipe, o Belo) (1478–1506)
18.	Carlos I da Espanha (Carlos V do Sacro Império Romano-Germânico) (1500–1558)
19.	Filipe II da Espanha (1527–1598)
20.	Filipe III da Espanha (1578–1621)
21.	Filipe IV da Espanha (1605–1665)
22.	Carlos II da Espanha (1661–1700) - Último rei Habsburgo da Espanha.
Linhas Secundárias e Outras Ramificações
A família Habsburgo gerou inúmeras linhagens menores, como os Habsburgos da Toscana, de Lorena, e da Hungria. Aqui estão alguns exemplos:
a. Arquiduques e Arquiduquesas:
23.	Arquiduque Carlos da Áustria (1771–1847)
24.	Arquiduque João da Áustria (1782–1859)
25.	Arquiduque Fernando Carlos (1754–1806)
26.	Arquiduquesa Maria Teresa da Áustria (1717–1780)
27.	Arquiduquesa Maria Luísa da Áustria (1791–1847) - Esposa de Napoleão Bonaparte.
28.	Arquiduque Francisco Fernando da Áustria (1863–1914) - Seu assassinato foi o estopim da Primeira Guerra Mundial.
29.	Arquiduquesa Sophie da Áustria (1855–1857)
30.	Arquiduque Luís Salvador da Áustria (1847–1915)
b. Príncipes e Princesas:
32.	Princesa Maria Teresa da Áustria (1717–1780)
33.	Princesa Leopoldina da Áustria (1797–1826) - Tornou-se Imperatriz do Brasil.
34.	Princesa Maria Cristina da Áustria (1858–1929)
35.	Príncipe Eugênio de Habsburgo (1863–1954)
36.	Príncipe Maximiliano da Áustria (1832–1867) - Tornou-se Imperador do México.
c. Modernos (Século 19 ao 21)
37.	Francisco José I da Áustria (1830–1916) - Governou o Império Austro-Húngaro.
38.	Carlos I da Áustria (1887–1922) - Último imperador da Áustria.
39.	Otto von Habsburgo (1912–2011) - Último herdeiro do trono austríaco, tornou-se político europeu.
40.	Carlos de Habsburgo (nascido em 1961) - Atual chefe da Casa de Habsburgo.
Ramificações no Brasil e Outras Famílias
A família Habsburgo se entrelaçou com diversas casas reais, como os Bragança do Brasil, resultando em membros como:
•	Arquiduquesa Leopoldina da Áustria (1797–1826), que se tornou Imperatriz do Brasil ao se casar com Dom Pedro I.
Membros Mais Recentes:
41.	Lorenz da Áustria-Este (nascido em 1955)
42.	Ferdinando Zvonimir von Habsburgo (nascido em 1997)
43.	Gabriela von Habsburgo (nascida em 1956)
Como dito, a família Habsburgo inclui centenas de membros ao longo da história, com muitas ramificações e títulos.
Por ter sido elevada a realeza em 1273, é denominada a "família imperial" do Sacro Império Romano-Germânico.

## Origem
A família teve origem no século XI e o nome deriva de Habichtsburg, o castelo do açor, sua morada oficial, construído em 1020, no atual cantão de Argóvia, na Suíça.
O primeiro Habsburgo a ocupar o trono imperial foi Rodolfo IV de Habsburgo, que reinou sobre o Sacro Império Romano-Germânico de 1273 a 1291 como Rodolfo I. Em 1278, após a derrota e morte de Otacar II da Boêmia na batalha de Dürnkrut (no Marchfeld), o imperador obteve os ducados da Áustria e da Estíria, que deu em feudo aos filhos.

Brasão dos condes de Habsburgo até Rodolfo I

Assim, Rodolfo I, Rei dos Romanos e conquistador da Áustria e da Estíria, cujas terras doou para seus dois filhos em 1282, é considerado  o fundador da dinastia. Morto Rodolfo I, os Habsburgos não puderam manter-se na chefia do Sacro Império. Alberto, seu filho, sucedeu-lhe em 1298 como Alberto I mas foi assassinado em 1308.
Afastados pela poderosa Casa de Luxemburgo, os Habsburgos foram excluídos dos assuntos do Império. Quando a Bula de Ouro (constituição selada de ouro, dada pelo soberano do Sacro Império) fixou em 1356 os sete príncipes eleitores do Imperador, os Habsburgos não estavam na lista. Suas terras suíças estavam ameaçadas pela nascente Confederação Helvética. Em troca, a aquisição da Carniola em 1335, do Tirol em 1363, de uma parte da Ístria em 1374 e de Trieste em 1382 consolidaram o ducado da Áustria, base de seu poder.
Segundo o costume germânico, os territórios dos Habsburgos foram repartidos entre os diversos membros da família. Em 1379 se separaram um ramo Albertino e um ramo Leopoldino, o qual terminou recolhendo em 1490 a herança completa. Tais divisões acarretaram conflitos, enfraqueceram o poder dos príncipes e reforçaram o das Dietas locais que, cada vez mais dominadas pela nobreza, começaram a elaborar sua administração própria.
A extinção da Casa de Luxemburgo permitiu aos Habsburgos recuperar a coroa imperial. A eleição de Alberto II em 1438 e a de Frederico III em 1440 marcaram o início de uma presença duradoura na chefia do Sacro Império. Os eleitores escolheram, desta época em diante, apenas Habsburgos, com exceção de um curto período de 1740 a 1745.
Como as dinastias europeias eram por convenção determinadas pela via masculina, tecnicamente o ramo reinante da Casa de Habsburgo extinguiu-se no século XVIII. O ramo espanhol terminou com a morte de Carlos II em 1700 e foi substituído no poder pelo ramo Anjou da Casa de Bourbon na pessoa de seu sobrinho-neto Filipe V. O ramo austríaco extinguiu-se em 1780 com a morte da imperatriz Maria Teresa e foi substituída pelo ramo Vaudemont da Casa de Lorena na pessoa de seu filho José II. A nova casa sucessora nomeou-se "Casa de Habsburgo-Lorena" (em alemão: von Habsburg-Lothringen).

## Eleição de Frederico III
A eleição de Frederico III marcou o início de uma ascensão formidável ao poder universal, expressa na divisa AEIOU: "Austriae est imperare orbi universo" ("À Áustria cabe reinar sobre o universo"). Eleito para defender os interesses da cristandade e dos príncipes alemães na Europa oriental, foi considerado medíocre. O conflito com o rei da Hungria, Matias Corvino e a definição das lutas internas entre ramos da família fortaleceram a presença dos Habsburgos na Áustria.

## Uniões dinásticas
Todo o processo das uniões dinásticas lhes foi favorável. A fórmula que nasceu diz: Bella gerant alii; tu, felix Austria, nube ("que outros guerreiem (enquanto) tu, feliz Áustria, concluis casamentos"). Conseguiram dominar a Europa como resultado dessa astuta política. Maximiliano I (1459–1519) com o seu próprio casamento com Maria da Borgonha passou a governar as possessões neerlandesas dos duques da Borgonha, ou seja, Países Baixos, Luxemburgo e a Borgonha, além do Franco-Condado. Ao casar-se com a infanta Joana de Castela, seu filho Filipe I de Castela tornou-se rei de Castela, Aragão, Nápoles e senhor das terras espanholas do Novo Mundo. Pelo tratado de Viena, em 1515, Maximiliano I assegurou o casamento de seus dois netos com as herdeiras de Vladislau II, e os Habsburgos obtêm as coroas da Boêmia e da Hungria em 1526.

## Carlos V, o apogeu

Os domínios dos Habsburgos c. 1200:
Habsburgo
Saboia
Zähringer
Kyburg

As terras dos Habsburgos se destacam, sombreadas a verde. Sem sombreado estão as terras do Sacro Império Romano-Germânico, presidido pelos Habsburgos, sem incluir as possessões espanholas na América

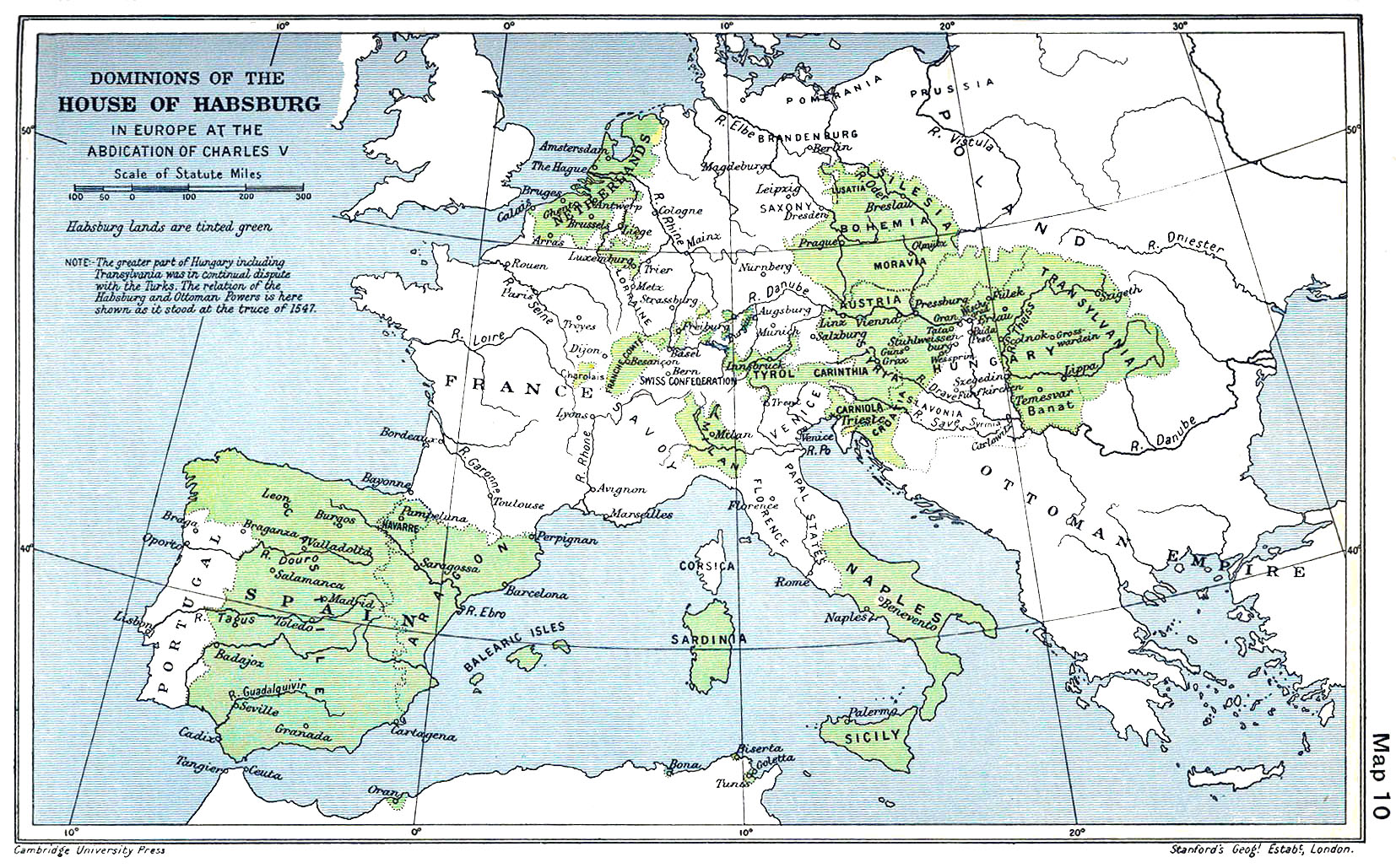
Mapa do domínio Habsburgo a seguir à Batalha de Mühlberg (1547).

Os Habsburgos governaram a Hungria e a Boêmia de 1526 a 1918. Nápoles, Sicília e Sardenha, o auge do poder sucedeu em 1519 com Carlos I, rei da Espanha e imperador (como Carlos V). Reunia nele as heranças das casas de Áustria, Borgonha, Aragão, Castela e as imensas terras espanholas no Novo Mundo. Foi o rei mais poderoso do seu tempo e desde 1552 confiou ao irmão mais novo, Fernando I, suas possessões austríacas, enquanto reservava para o ramo espanhol da família os Países Baixos e a Borgonha. Depois da renúncia de Carlos, seu irmão Fernando (1503–1564) recebeu a coroa imperial e as posses no Danúbio que incluíam Áustria, Boêmia e Hungria, e ao filho Filipe II (1527–1598) coube Espanha e Borgonha.
A Fernando I deve-se a organização progressiva do futuro Império Austro-Húngaro. Perdurou o costume de divisões por sucessão, e em 1564 o novo imperador Maximiliano I concedeu a Estíria a seu irmão Carlos, o Tirol e possessões no Reno ao outro irmão Fernando.

## O combate ao Império Otomano
A Reforma Protestante e a invasão otomana da Europa Oriental obrigaram os dois ramos dos Habsburgos a juntar forças para preservar o catolicismo europeu durante toda a Contrarreforma e a Guerra dos Trinta Anos (1618–1648).
O combate aos otomanos marcaria por dois séculos o destino da dinastia. O Império Otomano, desde a tomada de Constantinopla em 1453, ameaçava a Europa oriental. Após o desastre de Mohács (1526), a maior parte da Hungria caiu sob domínio otomano. Em 1529, os otomanos sitiaram Viena, mas quebrantaram seu ânimo contra a resistência da cidade. Porém, pelo Tratado de Adrianópolis de 1568, os otomanos mantiveram o essencial de suas conquistas. Depois de 1682, houve uma mudança decisiva na guerra. Em 1683, os otomanos sitiam novamente Viena e a cidade só se salva graças à intervenção do rei da Polônia. A reação imperial vai obter um recuo decisivo dos otomanos. Em 1699, o Tratado de Karlowitz (entre o Império Otomano, a Áustria, a Polônia, a Rússia e Veneza) colocou sob autoridade dos Habsburgos a Hungria e a Transilvânia. Em 1718, o Tratado de Passarowitz reafirmou a vitória sobre os otomanos e confirmou sua expansão territorial na Valáquia e na Sérvia. As possessões dos Habsburgos não formaram porém um conjunto unido, apesar de que Fernando I tenha criado um governo central comum a todos os territórios, com um conselho áulico, um conselho secreto e um conselho de guerra. Querelas de família enfraqueceram a estrutura e as dietas locais recuperam poder.

## A Guerra dos Trinta Anos
Sob 
Maximiliano II, a Contrarreforma desenvolveu-se em suas terras. A ação dos jesuítas contribuiu para seu êxito, mas principalmente sob Fernando II. A oposição dos príncipes protestantes, sustentados pela França, provocou a Guerra dos Trinta Anos (1618–1648). De início religiosa, desenvolveu-se em conflito com a França. Os territórios alsacianos foram perdidos para a França. O Tratado de Vestfália de 1648 consagrou o enfraquecimento do poder imperial na Alemanha. Os Habsburgos, ali rejeitados, voltaram-se definitivamente para leste, embora a preeminência dos Habsburgos lhes conferisse ainda muita influência, sobretudo na parte meridional da Alemanha. Mas a Paz de Vestfália, ponto final da guerra, fixou os limites do poder imperial. O Império viu-se cada vez mais dominado por príncipes territoriais e os esforços dos Habsburgos para o transformar em uma monarquia estruturada estavam fadados ao fracasso.

## Bastião católico
Fernando II conseguiu reduzir a diversidade religiosa de seus territórios. Primeiro na Estíria, depois noutros territórios, efetua uma política de "recatolicização". A Boêmia, que havia conseguido ficar de fora dessa política em 1609, a partir de 1620 após a Batalha da Montanha Branca viu-se na política de "recatolicização". Em 1627, a Coroa da Boêmia tornou-se hereditária em benefício dos Habsburgos, e numerosas terras foram distribuídas aos nobres que permaneceram católicos e fiéis à Casa de Áustria.
A Hungria, por sua vez, onde no final do século XVI a maior parte da população era protestante, conseguiu ser menos afetada por essa política. O acordo de 1681 ali manteve o pluralismo religioso. O país conseguiu afirmar sua autonomia graças a numerosas revoltas, sobretudo a guerra conduzida por Francisco II Rákóczi, que tomou a chefia da insurreição contra os Habsburgos de 1702 a 1711. A Hungria conseguiu conservar o pluralismo religioso, a autonomia administrativa e a imunidade fiscal da nobreza, apesar de que a coroa da Hungria se tenha tornado hereditária em 1687, na Dieta de Presburgo.
No final do século XVII, todos os territórios do império dos Habsburgos de Áustria tinham sua dieta e seus privilégios. Há cinco línguas oficiais. O imperador Leopoldo I reforçou o aparelho estatal e o exército permanente criado no início de seu reinado contava com 100 mil homens. Mas, com o fracasso da restauração do poder imperial no Sacro Império e a conquista aos otomanos de vastos territórios, a dinastia se orientava para a formação de uma grande monarquia no vale do Danúbio.

## Guerras de Sucessão
A longa luta enfraqueceu a família, apesar do apoio de Portugal à pretensão frustrada dos Habsburgos à coroa espanhola durante a Guerra da Sucessão Espanhola. Em 1700, a linha espanhola extinguiu-se e a herança espanhola passou aos Bourbons. A Guerra da Sucessão Espanhola (1701–1714) não permitiu aos Habsburgos austríacos recuperar a herança espanhola, mas confirmou seu papel de potência europeia, dando-lhes os Países Baixos do Sul, hoje Bélgica, e terras na Península Itálica, a saber o Reino de Nápoles, o Reino da Sardenha, e o Ducado de Milão.
Já a Guerra da Sucessão Austríaca ameaçou a monarquia. A Sanção Pragmática de 1713, dada por Carlos VI, estabelecia a indivisibilidade do patrimônio dos Habsburgos e regulamentava a sucessão ao trono por ordem de primogenitura. Em 1740, o imperador Carlos VI morreu sem filho varão, e os direitos de sua filha, a arquiduquesa Maria Teresa, foram contestados pelas potências, especialmente o Reino da Prússia, que desconsiderou a Sanção: teve início a Guerra da Sucessão (1740–1748). Por um curto intervalo, a dinastia dos Habsburgo perdeu a coroa imperial e, sobretudo, a província da Silésia, no norte da Boêmia, em benefício do rei da Prússia, Frederico II.

## O reinado de Maria Teresa

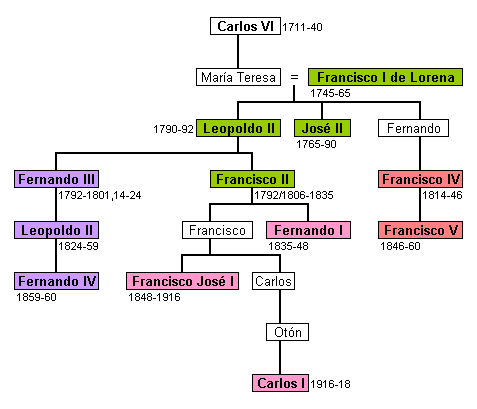
Genealogia da dinastia de Habsburgo-Lorena, o ramo que suplantou a Casa de Habsburgo

A dinastia floresceu novamente sob o comando de Maria Teresa (1717–1780) e seu filho José II (1741–1790). O século de Carlos VI, de Maria Teresa e de José II foi a época de apogeu da monarquia austríaca. Seus reinados corresponderam ao florescimento da cultura da Europa central, à qual se mesclavam contribuições italianas, eslavas e magiares. A unidade do império se via assegurada pela língua alemã e pela centralização do poder.
O casamento da arquiduquesa Maria Teresa com Francisco de Lorena originou a nova dinastia Habsburgo-Lorena. Maria Teresa fez eleger seu marido imperador do Sacro Império em 1745, como Francisco I. Seu reinado foi dos mais brilhantes. Reforçou a administração central, confiando a gestão das finanças a um diretório central. Criou um Conselho de Estado, departamentos ministeriais e uma chancelaria unificada para a Áustria e a Boêmia (reforma do príncipe de Kaunitz-Rietberg em 1761-1762, partidário de política centralizadora de Maria Teresa). O número de funcionários quadruplica, aumenta para 20 mil pessoas. A instrução recebe atenção majoritária. Mas se mantivera os quadros sociais anteriores, conservaram-se as dietas, e as reformas não foram aplicadas na Hungria que guardou seus privilégios.

### A Guerra dos Sete Anos
O chanceler Kaunitz dirigiu a política exterior de 1753 a 1792. Em 1756, a Áustria se reconciliou com seu inimigo hereditário, a França, para combater o poder da Prússia e recuperar a Silésia. A aliança marca o começo da Guerra dos Sete Anos (1756–1763). Kaunitz estabeleceu uma coalizão entre Áustria, França, Polônia, Suécia e Rússia contra a Prússia, mas as vitórias do Frederico II da Prússia e a defecção dos russos obrigariam Maria Teresa a assinar a Paz de Hubertsburgo em 1763. Maria Teresa já estava do lado do Rei prussiano Frederico II quando da partilha da Polônia em 1772, anexando a Galícia.

## Cronologia da ascensão a realeza
Começaram como Duques da Áustria em 1278, mas posteriormente foram também:
- Imperadores do Sacro Império Romano Germânico (1453–1806)
- Duques (1282–1453), Arquiduques (1453–1804) e Imperadores da Áustria (1804–1918)
- Reis da Hungria (1437–1918)
- Reis de Espanha (1516–1700)
- Reis de Portugal (1580–1640)
- Reis da Boémia (1526-1618 e 1621-1918)